# Creació de la NASA
La National Aeronautics and Space Administration (NASA) va ser creada l'any 1958 a partir del National Advisory Committee for Aeronautics (la NACA) i altres organitzacions relacionades, com a resultat de la carrera espacial entre els Estats Units i la Unió Soviètica als 50s.

## Fons
Des de 1946, el National Advisory Committee for Aeronautics (NACA) havia estat experimentant amb avions coets, com el supersònic anomenat Bell X-1. A principis de la dècada de 1950, hi va haver un repte de llançar un satèl·lit artificial per a l’⁣Any Geofísic Internacional (1957–58). Un esforç per a això va ser el Projecte Americà Vanguard. Després que el programa espacial soviètic va llançar el 1rsatèl·lit artificial del món (l’Sputnik 1) el 4 d'octubre de 1957, els Estats Units van intensificar els seus propis esforços. El Congrés dels Estats Units, alarmat per l'amenaça percebuda per a la seguretat nacional i el lideratge tecnològic coneguda com la “crisi de l'Sputnik⁣”, va instar a l'acció immediata, mentre que el president Eisenhower i els seus assessors van aconsellar mesures més deliberades. Això va portar a un acord que es necessitava una nova agència federal basada en NACA per dur a terme totes les activitats no militars a l'espai. L’⁣Agència de Projectes de Recerca Avançada també es va crear en aquest moment per desenvolupar tecnologia espacial per a aplicació militar.

## Transició de NACA a NASA
Des de finals de 1957 fins a principis de 1958, el National Advisory Committee for Aeronautics (la NACA) ja existent va començar a estudiar què implicaria una nova agència espacial no militar, així com quin podria ser el seu paper, i va assignar diversos comitès per revisar el concepte. El 12 de gener de 1958, la NACA va organitzar un “Comitè Especial de Tecnologia Espacial”, encapçalat per Guyford Stever. El comitè d'Stever va incloure la consulta del gran programa de reforç de l’⁣Agència de míssils balístics de l'exèrcit, conegut com el Grup de treball sobre programes de vehicles. Aquest grup estava encapçalat per Wernher von Braun, un científic alemany que durant la Segona Guerra Mundial havia desenvolupat míssils balístics com el coet V-2 per a l’Alemanya nazi abans de ser portat als EUA en l’Operació Paperclip.

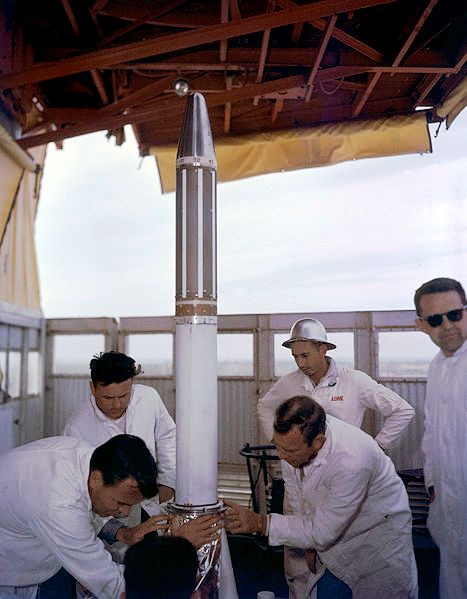
Explorer 1 instal·lat l'any 1958

El 14 de gener de l'any 1958, el director de la NACA, el senyor Hugh Dryden,  va publicar “A National Research Program for Space Technology” en què afirmava:
| « | It is of great urgency and importance to our country both from consideration of our prestige as a nation as well as military necessity that this challenge [Sputnik] be met by an energetic program of research and development for the conquest of space… It is accordingly proposed that the scientific research be the responsibility of a national civilian agency… NACA is capable, by rapid extension and expansion of its effort, of providing leadership in space technology. | » |

Llançat el 31 de gener de 1958, l'Explorer 1, oficialment el “Satellite 1958 Alpha”, es va convertir en el primer satèl·lit terrestre dels EUA. La càrrega útil de l'Explorador 1 consistia en l’⁣Iowa Cosmic Ray Instrument sense un gravador de dades de cinta que no es va modificar a temps per arribar al satèl·lit.
El 5 de març, el president del President's Science Advisory Committee (el PSAC) , James Killian, va escriure un memoràndum al president Dwight D. Eisenhower, titulat “Organització per a programes espacials civils”, encoratjant la creació d'un programa espacial civil basat en una NACA “enfortida i redesignada”. Que podria ampliar el seu programa de recerca “amb un mínim de retard”. A finals de març, un informe de la NACA titulat “Suggeriments per a un programa espacial” incloïa recomanacions per desenvolupar posteriorment un coet alimentat amb fluor d'hidrogen de 4,450,000 newtons (1,000,000 lbf)   empenta dissenyada amb la segona etapa i la tercera etapa.
L'abril de 1958, Eisenhower va lliurar al Congrés dels Estats Units un discurs executiu a favor d'una agència espacial civil nacional i va presentar un projecte de llei per crear una “Agència Espacial i Aeronàutica Nacional”. L'antic paper de recerca de NACA només canviaria per incloure desenvolupament, gestió i operacions a gran escala. El Congrés dels EUA va aprovar el projecte de llei, una mica reformulat, com a Llei Nacional d'Aeronàutica i Espai de 1958, el 16 de juliol Només dos dies després, el grup de treball d'en Von Braun va presentar un informe preliminar criticant severament la duplicació d'esforços i la manca de coordinació entre diverses organitzacions assignades als programes espacials dels Estats Units. El Comitè de Tecnologia Espacial d'Stever va coincidir amb les crítiques del Grup d'en Von Braun (un esbós final es va publicar uns mesos més tard, el mes d'octubre del 1958).
El 29 de juliol de l'any 1958, Eisenhower va signar la National Aeronautics and Space Act, que va establir la NASA. Quan va començar a operar l'1 d'octubre de 1958, la NASA va absorbir intacte la NACA de quaranta-sis anys; els seus 8.000 empleats, un pressupost anual de 100 milions de dòlars americans, tres grans laboratoris de recerca (Laboratori aeronàutic de Langley, Laboratori aeronàutic d'Ames i Laboratori de Propulsió de Vol de Lewis) i dues petites instal·lacions de proves.
Elements de l’⁣Agència de míssils balístics de l'exèrcit (ABMA, en anglès), de la qual formava part l'equip de Von Braun, i el Laboratori d'Investigació Naval es van incorporar a la NASA. Un contribuent important a l'entrada de la NASA a la carrera espacial amb la Unió Soviètica va ser la tecnologia del programa alemany de coets (dirigit per Von Braun) que al seu torn incorporava la tecnologia dels treballs anteriors de Robert Goddard. Els esforços de recerca anteriors dins de la Força Aèria dels EUA i molts dels primers programes espacials de l'ARPA també es van transferir a la NASA. El desembre de 1958, la NASA va aconseguir el control del Jet Propulsion Laboratory, una instal·lació contractista operada per l’⁣Institut Tecnològic de Califòrnia.